# Echa. Fantazja
Echa. Fantazja – poemat cykliczny Cypriana Kamila Norwida z 1856 roku.

## O poemacie
Echa są poematem cyklicznym, podobnym budową do Wita Stosa pamięci estetycznych zarysów siedmiu. Stanowią jego uzupełnienie w dziedzinie etyki społecznej. Ich poszczególne części mogły powstać w różnym czasie, na równoczesne wyglądają jedynie ogniwa drugie i trzecie. Poemat został wysłany przez Norwida Władysławowi Bentkowskiemu, zapewne jako uzupełnienie jakiegoś listu, który się nie zachował. Odnaleziony wśród papierów po księdzu Janie Koźmianie został opublikowany przez Zenona Przesmyckiego w 1937 w tomie A Pism zebranych.
Poemat poprzedzają dwie dewizy jedna przywołująca wypowiedź Onufrego Kopczyńskiego w swoim podręczniku, że natura pisowni jest wierne malowanie mowy ustnej i że ten jest prawdziwy zwyczaj (...) pisać tak, jak się co wymawia. Poeta poprawia to spostrzeżenie uwagą, że tak jest u natur wolnych. Druga dewiza to słowa samego Norwida podkreślające jedność zawartych w pięciu obrazkach idei prawdziwego człowieczeństwa oraz konieczności wcielenia ich w życie dla dobra całego narodu. Obrazek czwarty Nad jeziorem jest prawdopodobnie adresowany do Kamili L., narzeczonej poety, jedynej, która go naprawdę kochała: niedługo ale prawdziwie, nierzeczywiście, ale prawdziwie. Adresatem obrazka ostatniego Pod trybuną jest generał Władysław Zamoyski, wówczas ofiara głośnego skandalu na pogrzebie Adama Mickiewicza (Duch Adama i skandal).